# East Clubbers
East Clubbers je polská DJská skupina složená z Piotra Kwiatkowskiego (Silver) a Piotra Wachnickiego (Sqren) a založená v roce 2002. Duo spolupracuje s polským producentem Janardaną. East Clubbers se proslavili hity jako "Walk Alone", "Beat is Coming","Crazy Right Now", "It's a dream". Nejnovější hity skupiny jsou "Sextasy", "My Love", "Make Me Live", "Sexplosion","Where are you" vytvořené DJ Silverem.

## Diskografie

### Alba
- 2004 E-Quality
- 2007 Never Enough

### Singly
- 2004 "Action"
- 2004 "All systems go"
- 2004 "Beat is Coming"
- 2004 "Bungee"
- 2004 "East Parade"
- 2004 "Equal in love"
- 2004 "Feelin'"
- 2004 "Happy"
- 2004 "It's A Dream"
- 2004 "Silence"
- 2004 "Wonderful Dancing"
- 2004 "Walk Alone"
- 2004 "The Real Thing"
- 2004 "To the moon and back"
- 2006 "Sextasy"
- 2006 "Sometimes"
- 2007 "Sexplosion"
- 2007 "My Love"
- 2007 "Make Me Live"
- 2007 "Drop"
- 2007 "Never turn away"
- 2008 "Where are you?"

### Oficiální singly
- 2006 "Sextasy"
- 2007 "My Love"
- 2007 "Make Me Live"
- 2008 "Where Are You"
- 2008 "Drop"

### Remixy
- Ivan i Delfin – Czarne Oczy (East Clubbers rmx)
- Mandaryna – L'été Indien (East Clubbers Extended)
- Queens – We're The Queens (East Clubbers Dancecore Maxi)
- Queens – We're The Queens (East Clubbers Dancecore Radio Edit)
- Queens – We're The Queens (East Clubbers Dance Mix)
- Queens – We're The Queens (East Clubbers Latino Mix)
- Queens – We're The Queens (East Clubbers Summer Mix)
- Mandaryna – Stay Together (East Clubbers Remix)
- Sławomir Łosowski – Niebo, które czeka (East Clubbers radio mix)
- Sławomir Łosowski – Niebo, które czeka (East Clubbers house remix)